# Harriet Arbuthnot
Harriet Arbuthnot (10 de setembro de 1793 – 2 de agosto de 1834) foi uma diarista, observadora social e anfitriã política do início do século XIX em nome do partido conservador. Durante a década de 1820, foi a amiga mais íntima do herói de Waterloo e o primeiro-ministro britânico, o 1.º Duque de Wellington. Ela manteve uma longa correspondência e associação com o duque, todas elas registradas em seus diários, que são consequentemente amplamente utilizadas em todas as biografias autorizadas do duque de Wellington.
Nascidos na periferia da aristocracia britânica, seus pais eram Henry Fane e sua esposa, Elizabeth, nascida Swymmer. Ela se casou com um político e membro da elite, Charles Arbuthnot. Tão bem conectada, ela estava perfeitamente posicionada para conhecer muitas das figuras-chave da Regência e das épocas napoleônicas tardias. Registrando reuniões e conversas, muitas vezes literalmente, ela hoje se tornou a "Sra. Arbuthnot" citada em muitas biografias e histórias da época. Suas observações e memórias da vida na elite britânica não se limitam aos indivíduos, mas documentam a política, os grandes eventos e a vida cotidiana com a mesma atenção aos detalhes, fornecendo aos historiadores uma imagem clara dos eventos descritos. Seus diários foram finalmente publicados em 1950 como The Journal of Mrs Arbuthnot.